# 伊丹市立図書館
- 日本 > 兵庫県 > 伊丹市 > 伊丹市立図書館
- 図書館 > 日本の図書館一覧 > 兵庫県の図書館一覧 > 伊丹市立図書館

伊丹市立図書館（いたみしりつとしょかん）は、日本の兵庫県伊丹市が設置している公立図書館。
組織としては1951年（昭和26年）に初代の本館が開館し、ことば蔵（ことばぐら）の愛称を持つ2012年（平成24年）開館の現本館は3代目に当たる。市内には本館のことば蔵以外に、3分館と1分室が設置されている。

## 沿革
以下の記述は個別の注記がある場合を除き、平成28年度図書館年報の1 - 8ページを出典とする。

### 前史
伊丹における図書館の歴史は、1912年（明治45年）6月に郷土史家の小林杖吉（丹城）が川辺郡伊丹町伊丹字宮ノ前（現在の伊丹市宮ノ前）に私塾「三余学寮」の併設組織として開いた「伊丹図書館」にさかのぼる。1936年（昭和11年）の『伊丹町勢要覧』によれば同館は兵庫県下で神戸市立図書館に次ぐ第2位の蔵書数を誇り、閲覧・貸し出しが無料で行われただけでなく郷土史料や古書の展覧会なども開かれていたが、同年内に休館となり1943年（昭和18年）に閉鎖された。

### 伊丹市図書館（初代）
戦中・戦後の中断期を経た1951年（昭和26年）10月15日、小林から市に寄贈された私立伊丹図書館の旧蔵書を基に市立の伊丹市図書館（初代）が伊丹市伊丹相生町（現在の行基町）に開館する。開館当初は蔵書の館外貸し出しを行わず、館内閲覧のみに留めていたが1956年（昭和31年）に成人、1959年（昭和34年）に児童・生徒への館外貸し出しを段階的に実施し、1964年（昭和39年）からは市内を巡回する自動車文庫（移動図書館）サービスが開始された。
1954年（昭和29年）、伊丹市図書館と尼崎市立図書館、西宮市立図書館、芦屋市立図書館の館員有志で「阪神四市図書館親睦会」を立ち上げ情報交換を開始する。この親睦会は1960年（昭和35年）に「阪神間図書館員研究会」へ発展し、1966年（昭和41年）には4市の図書館を構成体とする阪神地区公共図書館協議会（阪図協）が正式に発足した。
1969年（昭和44年）11月、市南部の車塚に実質的な分室の扱いで車塚児童文庫が開室する。これ以降も市内各所の共同利用施設（公民館）に対して児童書を中心に配本が実施されるようになったが、共同利用施設への配本は2008年（平成20年）を最後に廃止された。
- 初代の伊丹市図書館（1951-72年）
- 図書館内の様子（1967年）

### 伊丹市立図書館（2代目）

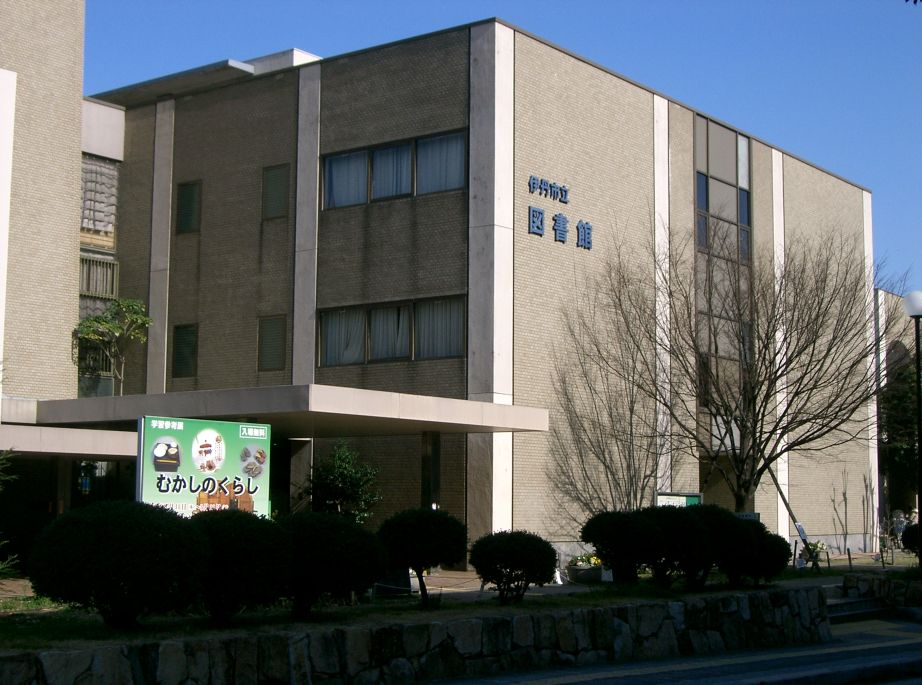
2代目本館（2007年撮影）。2013年からは防災センターに転用。

1972年（昭和47年）7月22日、伊丹市役所の移転に合わせて千僧1丁目の市役所庁舎東側に地上3階建ての伊丹市立図書館（2代目）が伊丹市立博物館と併設される形で移転開館する。1974年（昭和49年）には、神津分館の前身となる神津分室が開室した。
館外貸し出しに当たっては初代館の時代からニューアーク方式を採用していたが、1982年（昭和57年）からバーコードによる管理へ切り替えられている。1983年（昭和58年）に伊丹市立伊丹小学校内で伊丹分室、1985年（昭和60年）に池尻分室をそれぞれ開室。
1991年（平成3年）4月1日から阪図協に加盟する自治体間の協力で「阪神7市1町公共図書館広域利用システム」の運用が開始され、伊丹市以外の阪神間各市町の居住者も各市町の公立図書館と同じ条件で相互に貸し出しが受けられるようになった。1992年（平成4年）5月、南野の生涯学習センター（ラスタホール）内に南分館が開館する。
1995年（平成7年）1月17日の阪神・淡路大震災では本館の全半壊こそ免れたが、書架の転倒や冷却水管の破裂による水損で約1万冊の資料がダメージを受けたため分館・分室が早期に再開したのに対して本館は長期休館を強いられ、4月5日に通常業務を再開した。1999年（平成11年）、利用者数の減少などを理由として阪図協加盟館では最初に移動図書館サービスを廃止する。
2002年（平成14年）6月、市立図書館のウェブサイトを開設。2004年（平成16年）4月、市北部の北野に北部学習センター（きららホール）内に北分館が開館する。この時期から経年による老朽化と蔵書数の増加に伴う狭隘化、IT化への対応が必要となったため、新図書館の建設が計画される。
2011年（平成23年）3月、市内西部のイオンモール伊丹昆陽に西分室が開室。千僧の2代目本館は2012年（平成24年）4月8日を以て閉館となったが、2代目本館と同時に開館した博物館は、引き続き千僧に留まっている。旧本館の建物はことば蔵の開館後に耐震補強工事を実施し、2013年（平成25年）4月より伊丹市防災センターとして開館した。行政資料コーナーは旧本館から移転せず引き続き防災センター1階に置かれている。

### ことば蔵（3代目本館）

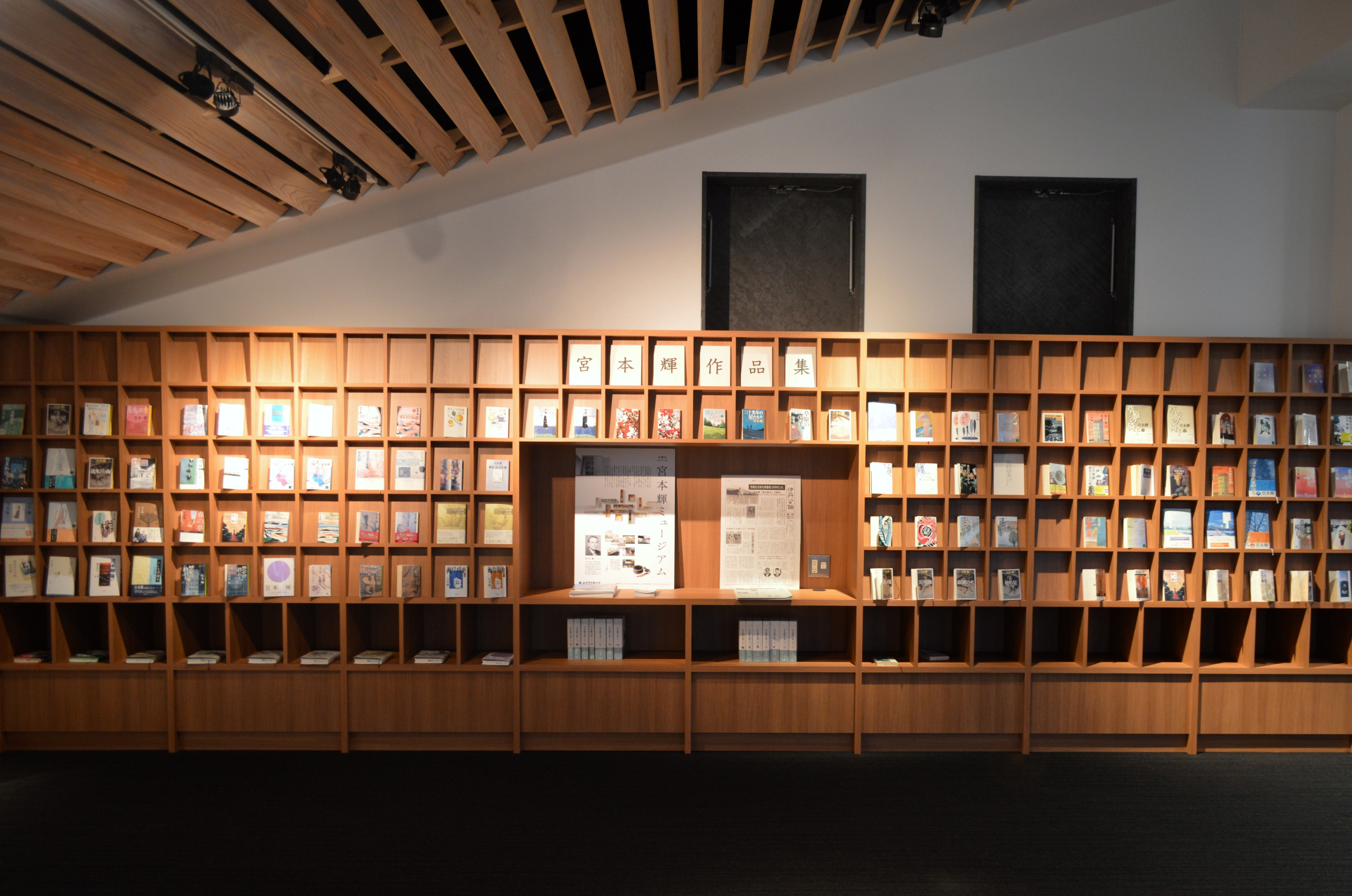
ことば蔵2階・郷土作家コーナー。田辺聖子（開館時名誉館長、2019年逝去）と宮本輝の作品や関連資料を展示。

2012年（平成24年）7月1日、3代目本館となる地上4階・地下1階建ての3代目本館「ことば蔵」が市内中心部の宮ノ前に開館した。開館に伴い、伊丹市在住の芥川賞作家・田辺聖子が名誉館長に就任した。移転開館に伴い従来のバーコードと併用する形でICタグによる蔵書管理を開始し、書庫出し作業が自動化されると共に本館・分館ともセルフ式の自動貸し出し機が設置された。移転開館に伴う事業費は23億1000万円。
2016年（平成28年）5月、市内東部に置かれていた神津分室が神津交流センター内へ移転し、神津分館へ昇格する。同年11月、第11回Library of the Year 大賞を受賞。選考理由は「市民と共に実践している創造的な活動」とされ、2017年（平成29年）3月にはこの回で優秀賞を受賞した岩手県の紫波町図書館や東京学芸大学学校図書館運営専門委員会、大阪産業労働資料館エル・ライブラリーと共同の受賞記念イベントを紫波町で開催した。

## ことば蔵（本館）概要
伊丹市立図書館本館 ことば蔵（いたみしりつとしょかんほんかん ことばぐら）は、千僧の2代目本館から移転する形で2012年（平成24年）7月1日に宮ノ前で開館した。市立図書館としては行基町の初代伊丹市図書館から数えて3代目に当たるが、初代本館の源流となる小林杖吉の私立伊丹図書館が設置されていた宮ノ前へ69年ぶりに回帰したとも言える。
愛称の「ことば蔵」は一般公募により決定した。本館の所在地には昭和初期まで剣菱酒造の酒蔵が建っていたが、剣菱が神戸市東灘区へ移転した後に伊丹市が跡地を買い取り、1998年（平成10年）から2010年（平成22年）まで季節限定の花摘み園が設置されていた。そうした経緯により、外観が伊丹郷町の酒蔵をイメージしたものになっている。立地している区画のうち猪名野神社の参道に面した側が私有地（主に個人経営の商店やマンション）となっている関係で、上空から見るとY字型の形状をしているのが大きな特徴である。

### 建築概要
各階の構造は以下の通りである。
| 階  | 概 要                                                                |
| --- | -------------------------------------------------------------------- |
| 4F  | 学習室、会議室                                                       |
| 3F  | 一般図書ゾーン、閲覧室、多目的室、会議室、他                         |
| 2F  | 児童図書ゾーン、交流スペース、郷土作家コーナー、多目的室、事務室、他 |
| 1F  | 交流・展示スペース、多目的室、事務室、他                             |
| B1F | 多目的室、閉架書庫、機械室、他                                       |

- 敷地面積
  - 建物敷地 3268.35m2
  - 駐輪場敷地 510.29m2
- 延床面積 6194.44m2
  - 地下1階 1286.21m2
  - 1階 1579.14m2
  - 2階 1483.77m2
  - 3階 1265.54m2
  - 4階 579.78m2
- 建物設計：梓設計[12][13]
- 建築施工：西松建設[12][13]

### 開館日時
- 開館時刻：平日9時30分〜20時、土・日・祝日9時30分〜18時
- 休館日：毎週月曜日（祝日と重なる場合を含む）、年末年始（12月29日〜1月3日）、毎月第1木曜日（図書整理日、1階ギャラリーと4館学習室は使用可）、特別整理期間（年1回）

### 商用データベース
2階（児童向け）と3階（一般向け）の端末で以下のデータベースを利用できる。利用に際してはカウンターへ図書館利用券もしくは身分証明書（居住地による利用制限なし）を提示する必要があり、国立国会図書館デジタル化送信サービスに限り図書館利用券が必須（利用券発行対象の阪神間居住者と伊丹市への通勤・通学者のみサービス対象）となっている。
1回の利用は1時間、延長は1回のみで連続して利用しない場合の上限は1日で最大4時間までとされている。特記が無いデータベースは、3階の一般向け端末のみ提供。
- 国立国会図書館デジタル化送信サービス・歴史的音源
- Westlaw Japan
- 日外アソシエーツ・WHOPLUS（2階/3階）

- 読売新聞・ヨミダス歴史館 ※「昭和の地域版」は非対応
- 官報情報検索サービス
- ポプラディアネット（2階のみ）

### ギャラリー

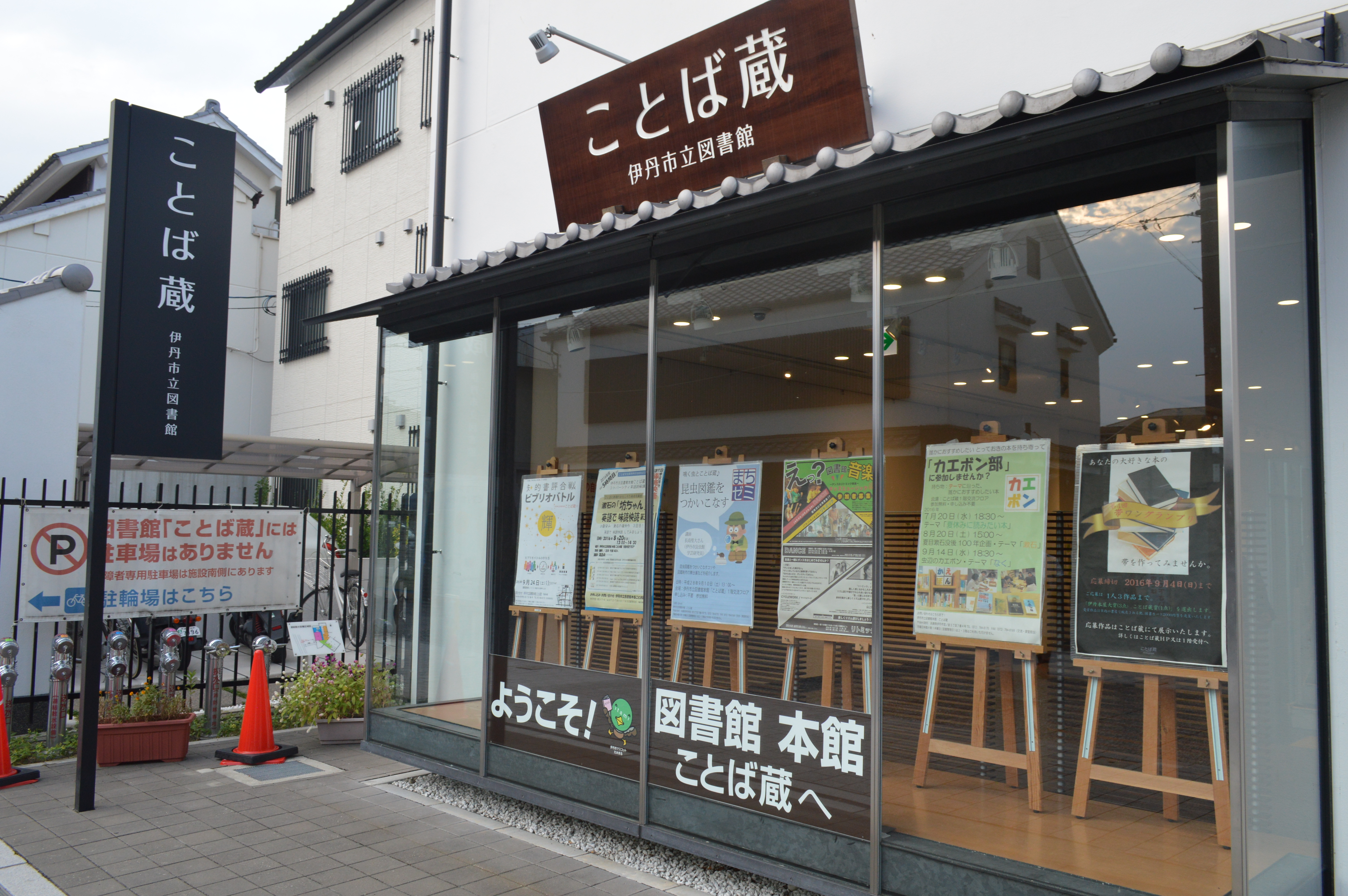
本館正面のギャラリー。
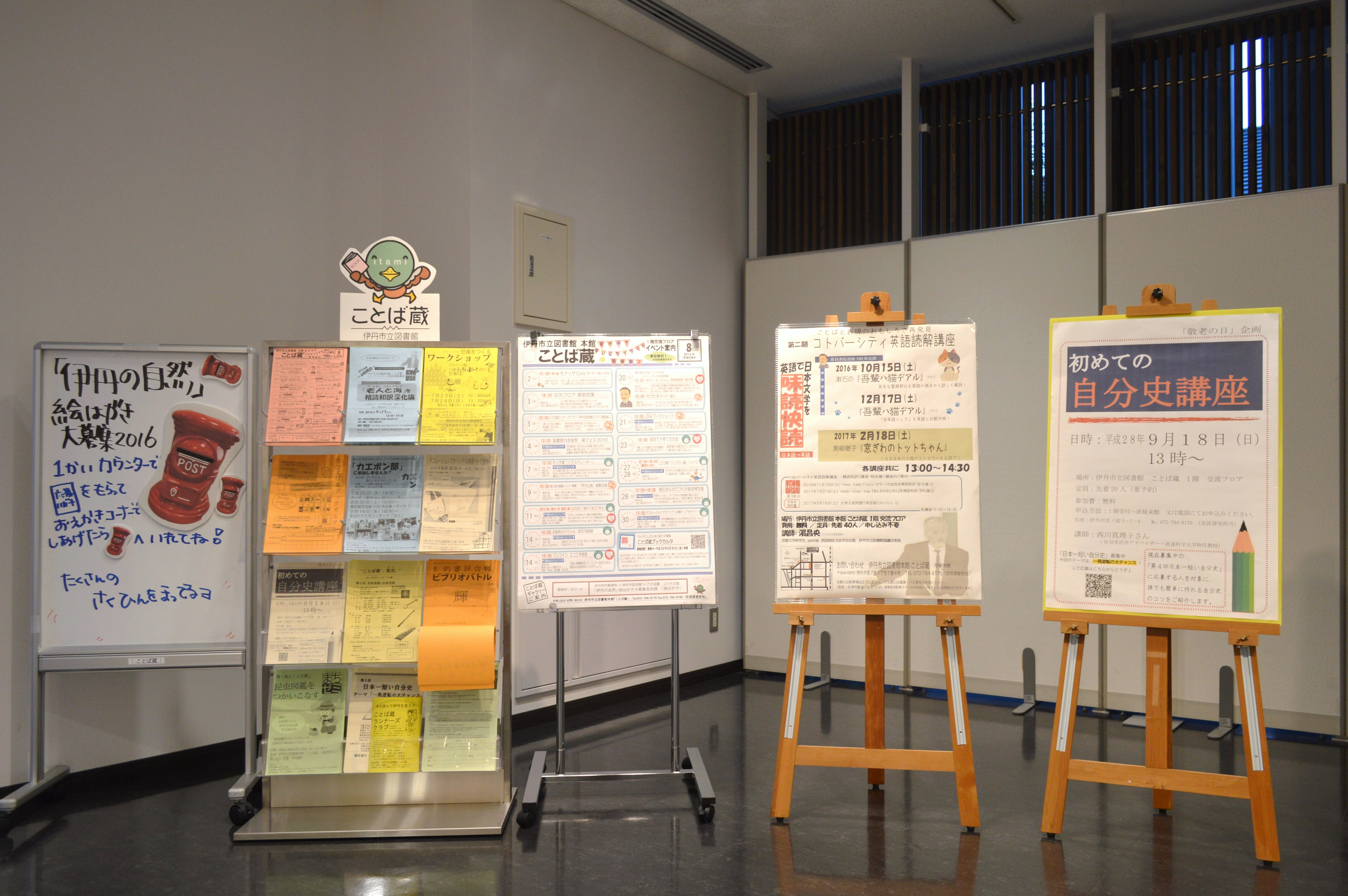
1階・交流スペースのイベント告知。年間200回以上のイベントが開催される。
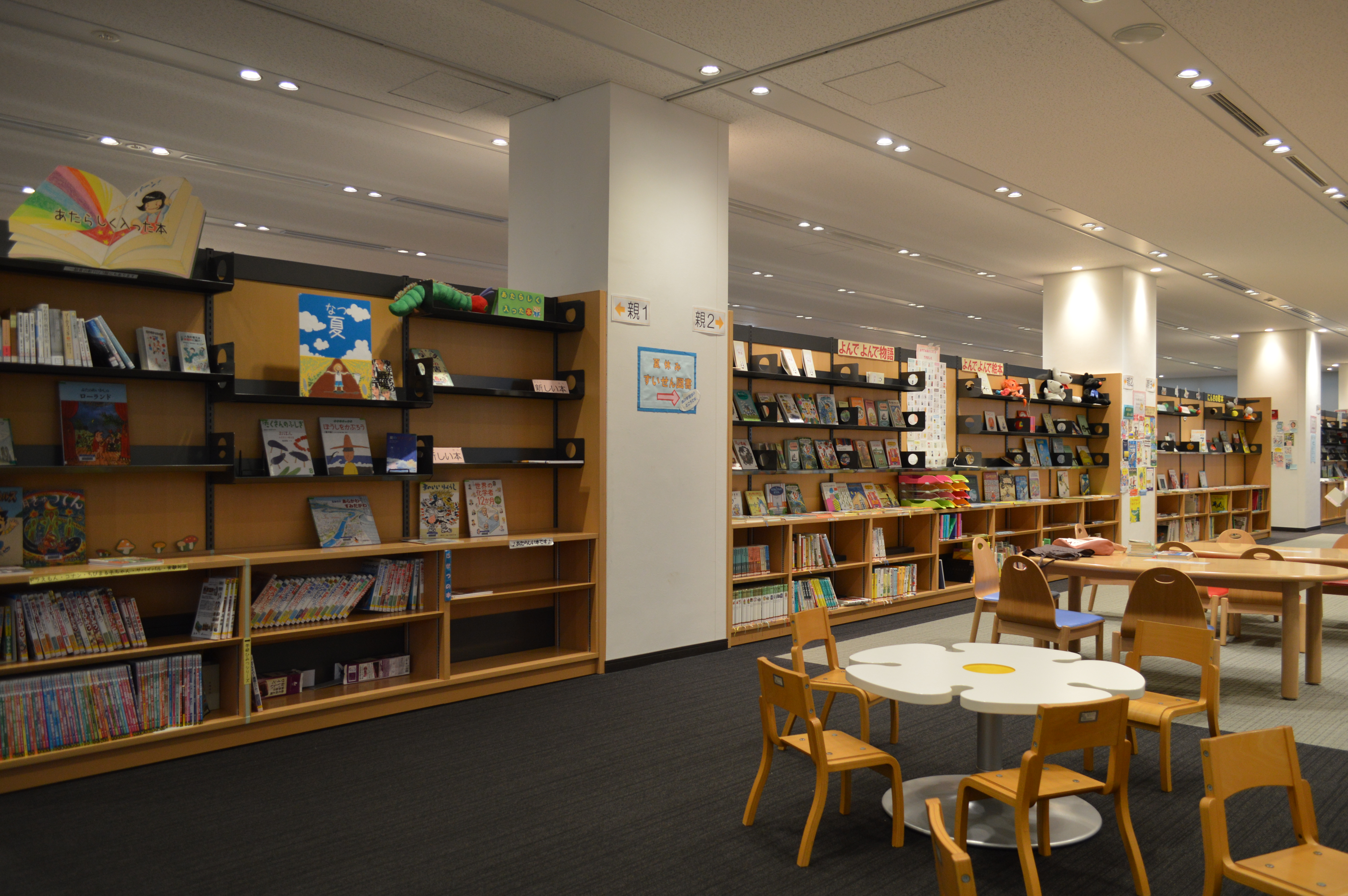
2階南・児童書スペース。
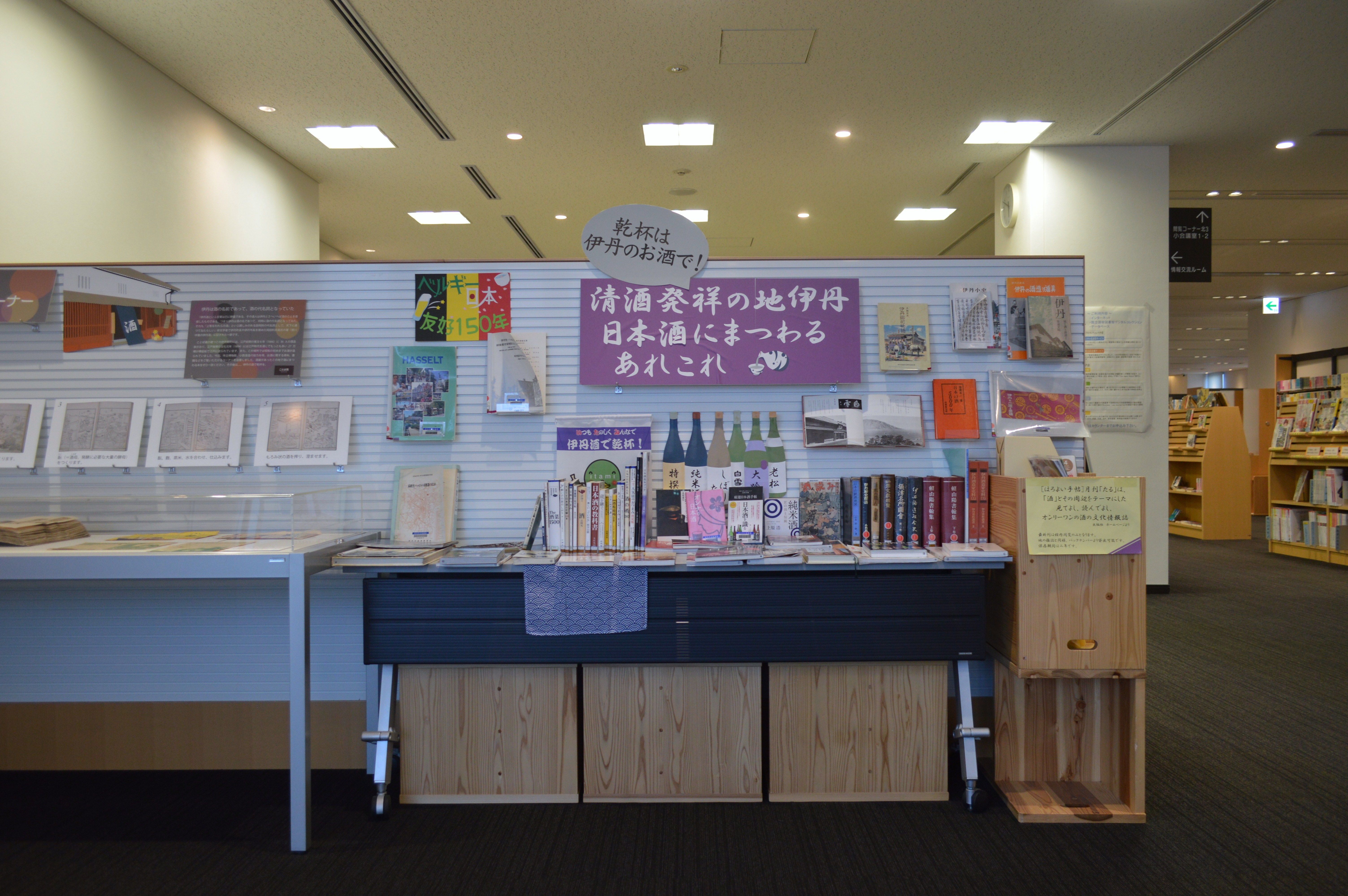
3階で「清酒発祥の地」PRの関連展示を行っている。

### 交通アクセス
- 伊丹駅 (阪急)より北東へ徒歩15分
- 伊丹駅 (JR西日本)より北西へ徒歩12分

伊丹市バスを利用の場合、上記のいずれかの駅もしくは大阪国際空港から25系統に乗り「宮ノ前」バス停で下車、猪名野神社の参道（伊丹商工プラザと伊丹アイフォニックホールの間）を北へ徒歩5分（猪名野神社の南側）。
本館の向かいには専用の駐輪場が設けられているが、駐車場は用意されていない。ことば蔵ではバス・電車での来館を推奨すると共に、やむを得ず自動車で来館する際は宮ノ前二丁目の伊丹市立文化会館（東リいたみホール）地下にある市営駐車場を利用するように呼び掛けている。

### 周辺
県道334号線を挟んで文教施設が数多く立地している。
- 猪名野神社
- 金剛院
- 共同利用施設あじさいセンター
- 宮ノ前ほたる保育園
- 伊丹商工プラザ
  - 伊丹商工会議所
  - ハッピーエフエムいたみ本社スタジオ
- 伊丹アイフォニックホール
- 伊丹市立文化会館（東リいたみホール）
- みやのまえ文化の郷
  - 柿衞文庫
  - 伊丹市立美術館
  - 旧岡田家住宅
  - 旧石橋家住宅
  - 伊丹市立工芸センター
- ブルワリーミュージアム

## 各館・分室
市内の東西南北、かつ本館と合わせて伊丹市の前身に当たる4町村（伊丹町・稲野村・神津村・長尾村南部）それぞれをカバーする形で3分館と1分室が設置されており、神津分館以外の2館1室は本館とは別に公式サイトを開設している。
神津分館と西分室の休館日は本館と連動しているが、南分館と北分館では休館日をシフトして年末年始以外は市内のいずれかの館が利用できるように配慮されている。
各分館には、本館とは別個に図書館及び関連組織のための国際標準識別子（ISIL）のコードが付与されている。
| 館名     | 所在地                                                                                | 開館          | ISIL       | 登録者数  | 貸出冊数  | 蔵書図書数 | 延床面積 |
| -------- | ------------------------------------------------------------------------------------- | ------------- | ---------- | --------- | --------- | ---------- | -------- |
| 南分館   | 伊丹市南野2丁目3番25号 生涯学習センター1階 北緯34度45分57.50秒 東経135度24分31.59秒   | 1992年4月29日 | JP-1002338 | 149,062人 | 111,943冊 | 387,229冊  | 585m2    |
| 北分館   | 伊丹市北野4丁目30番地 北部学習センター1階 北緯34度48分9.78秒 東経135度23分17.61秒     | 2004年4月04日 | JP-1002339 | 146,407人 | 103,887冊 | 287,414冊  | 625m2    |
| 神津分館 | 伊丹市森本1丁目8番地22号 神津交流センター1階 北緯34度46分45.94秒 東経135度25分48.79秒 | 2016年5月09日 | JP-1005320 | 38,998人  | 11,371冊  | 26,529冊   | 83m2     |

### 分室
2017年（平成29年）6月現在、西分室1室のみが設置されている。
| 室名   | 所在地                                                                                | 開館          | ISIL       | 登録者数  | 貸出冊数 | 蔵書図書数 | 延床面積 |
| ------ | ------------------------------------------------------------------------------------- | ------------- | ---------- | --------- | -------- | ---------- | -------- |
| 西分室 | 伊丹市池尻4丁目1番地1号 イオンモール伊丹昆陽2階 北緯34度47分5.2秒 東経135度22分54.7秒 | 2011年3月14日 | JP-1005319 | 150,178人 | 30,979冊 | 217,372冊  | - m2     |

過去には以下の3室が設置されていた。

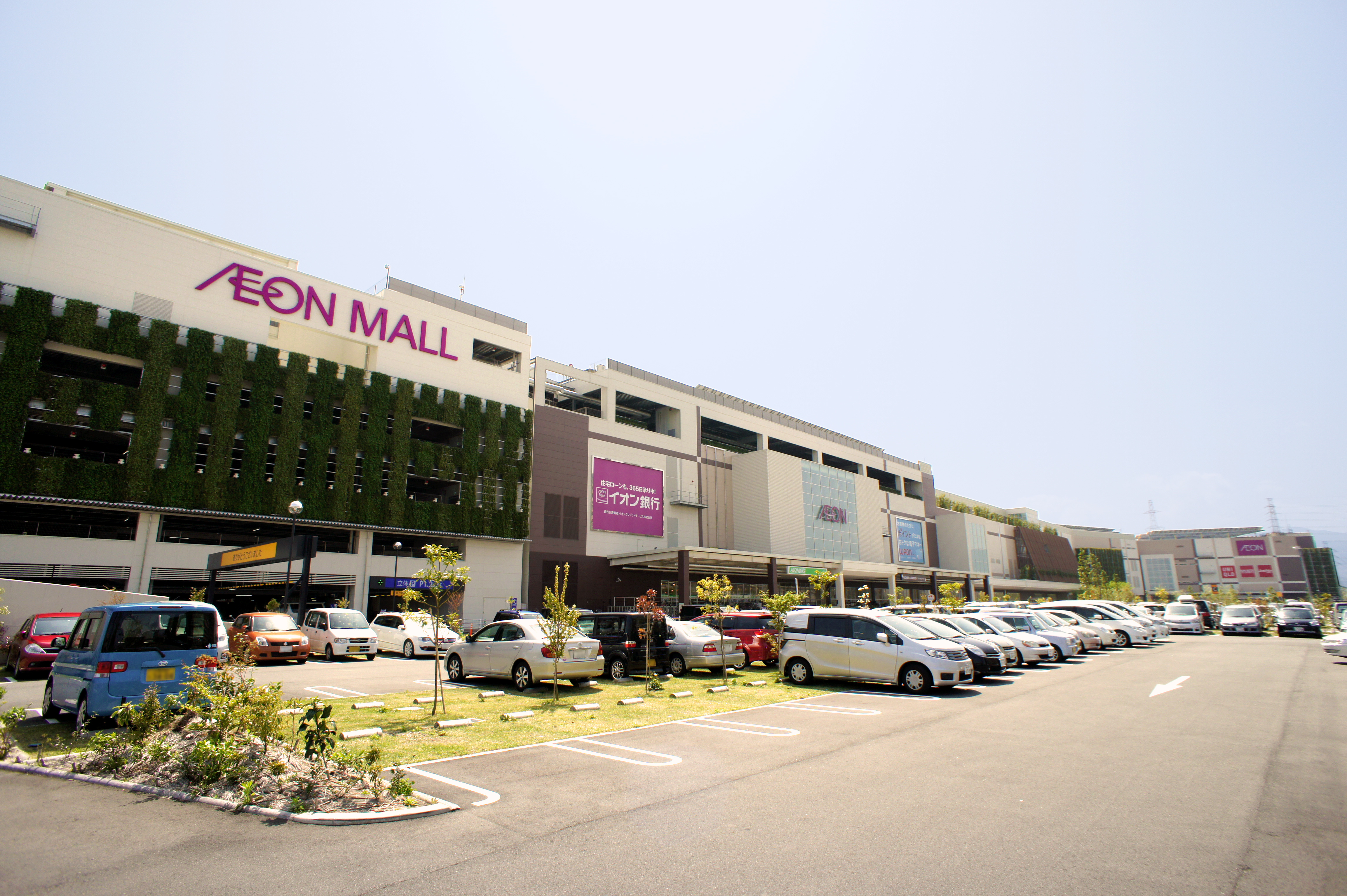
イオンモール伊丹昆陽。2階に図書館西分室が入室している。

- 車塚児童文庫（1969年 - 1995年）
- 伊丹分室（1983年 - 2012年）
- 池尻分室（1985年 - 2012年）

上記のうち、池尻分室は西分室の事実上の前身に当たる。本館移転作業の関係で1年2か月ほど西分室と並行して開室していたが、伊丹分室と同時に廃止された。

## 利用案内
本館・分館・分室共通で、利用者カードの発行対象は以下のいずれかに該当する者とされている。
- 伊丹市に居住、もしくは通勤・通学する者
- 阪神地区公共図書館協議会（阪図協）の広域貸し出し対象に含まれている川西市、宝塚市、尼崎市、西宮市、芦屋市、三田市、川辺郡猪名川町の居住者（各市町が設置している公立図書館も伊丹市の居住者を広域貸し出しの対象に含めている）

1回の貸し出し冊数は全館（本館・3分館・1分室）の合計で30冊以内、返却期限は貸し出し日から3週間。貸し出し手続きはカウンターの他、利用者本人が館内に設置されている自動貸し出し機でスキャンしても構わない。
返却手続きは本館・分館・分室の他、以下の2か所に設置されている返却ポストも利用可能。
- 阪急伊丹駅ビルReita3階
- 伊丹市防災センター（旧本館）

阪図協加盟各館の蔵書もカウンターで手続きをすれば取り寄せが可能である。また、兵庫県立図書館の蔵書も同館のサイトで予約して伊丹市立図書館の本館または分館・分室を受け取り窓口に指定すれば取り寄せが可能だが、受け取り時には市立図書館の利用者カードとは別に県立図書館の利用券が必要となる。

## 特色ある活動
ことば蔵は移転開館の当初から「公園のような図書館」を運営コンセプトに掲げて月1回のペースで開催する自由参加型の「交流フロア運営会議」でアイデアを募る「市民提案型イベント」を実施しており、その数は年間200以上にのぼっている。

### カエボン棚

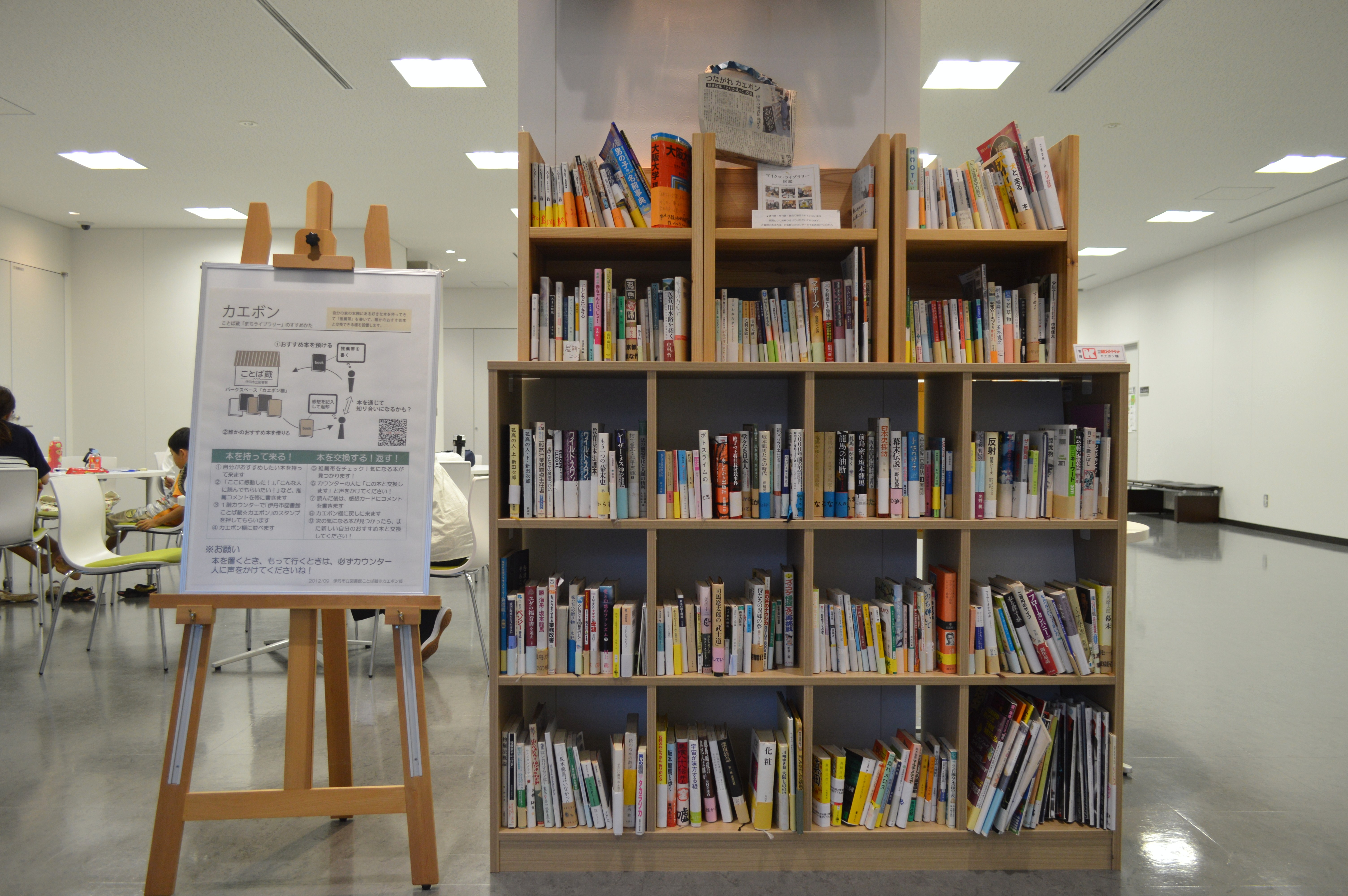
カエボン棚

開館当初から本館1階に常設されている、アメリカ合衆国発祥の「小さな図書館」運動に基づいて利用者が本を持ち寄り書架に並べた棚。ここに置かれた本は自由に持ち出しても構わないが、代わりに別の本を書架に並べるよう求められる。ことば蔵のカエボン棚では配架時に寄贈者がオリジナルのコメントを書いた帯を本に巻くように推奨されており、好評のため南分館や千僧の防災センター（旧本館）に隣接する中央公民館にも設置された。
2014年（平成26年）、第1回マイクロライブラリー・アワードを受賞。

### 郷土研究紙『伊丹公論』の復刊
2013年（平成25年）、開館1周年記念事業として私立伊丹図書館を主宰していた小林杖吉の主幹編集で1936年（昭和11年）から1940年（昭和15年）まで全19号が発行された『郷土研究伊丹公論』を季刊紙『伊丹公論』として73年ぶりに復刊した。編集会議は市民の自由参加型で月1回、紙面に掲載したい話題を持ち寄って行われる。
号数は伊丹市立図書館としての発行を開始した2013年7月発行分を「復刊1号」とし、その下に『郷土研究伊丹公論』からの通しで「通巻第○号」とするカウントが題字の下に併記されている。2016年のLibrary of the Year大賞受賞時には号外が発行され、館内のみならず阪急伊丹駅前およびJR伊丹駅前で配布を実施した。

## 受賞歴
| 賞                                  | ノミネート対象                         | 結果 |
| ----------------------------------- | -------------------------------------- | ---- |
| 第1回マイクロ・ライブラリーアワード | 伊丹市立図書館本館 ことば蔵 カエボン棚 | 受賞 |
| 第11回Library of the Year 大賞      | 伊丹市立図書館本館 ことば蔵            | 受賞 |